# 卡塔赫納 (智利)

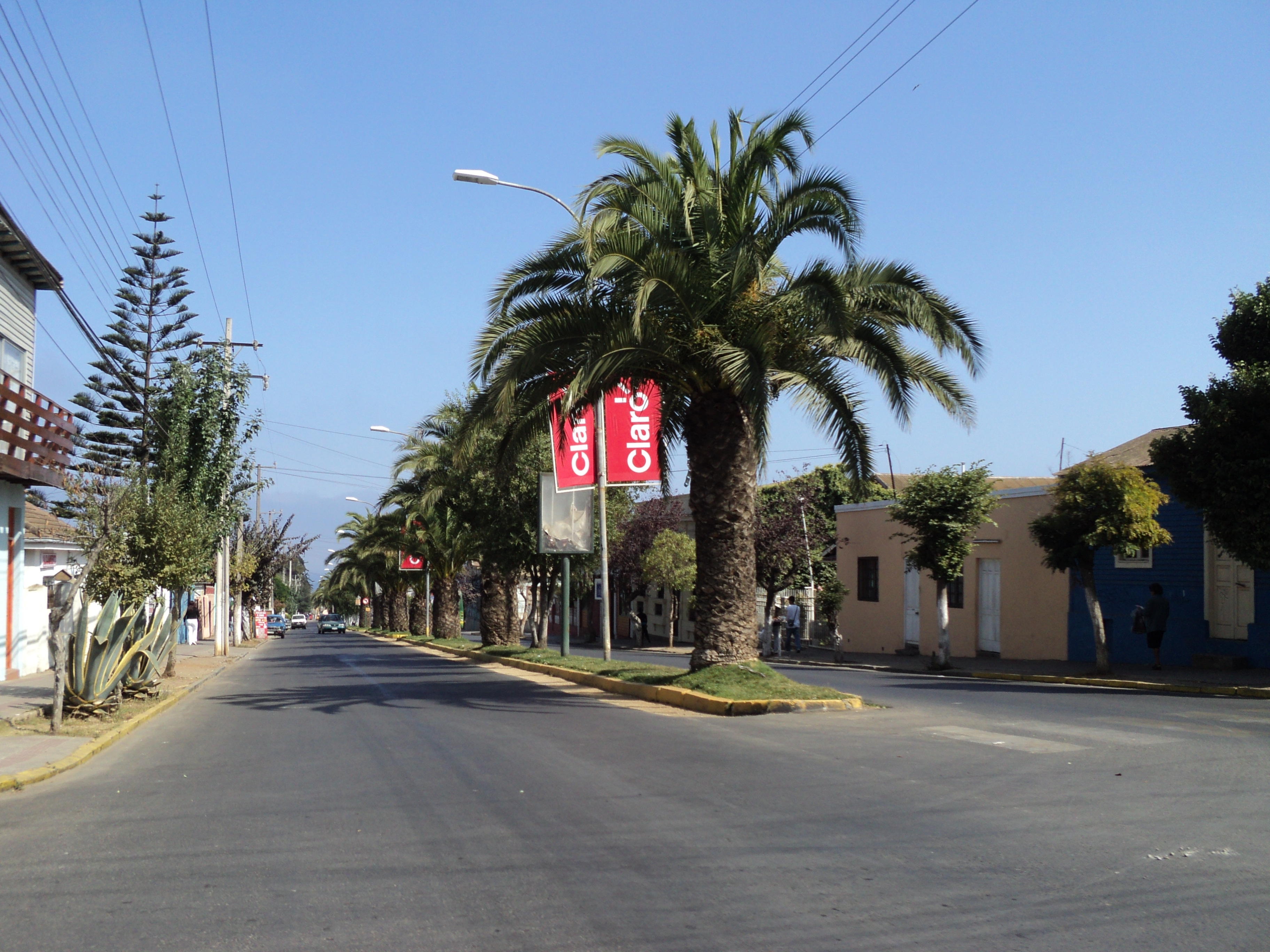

卡塔赫納（西班牙語：Cartagena），是智利的城鎮，位於該國中部瓦爾帕萊索大區的聖安東尼奧省，始建於1901年，面積245.9平方公里，海拔高度140米，2012年人口17,978人，人口密度每平方公里73人。

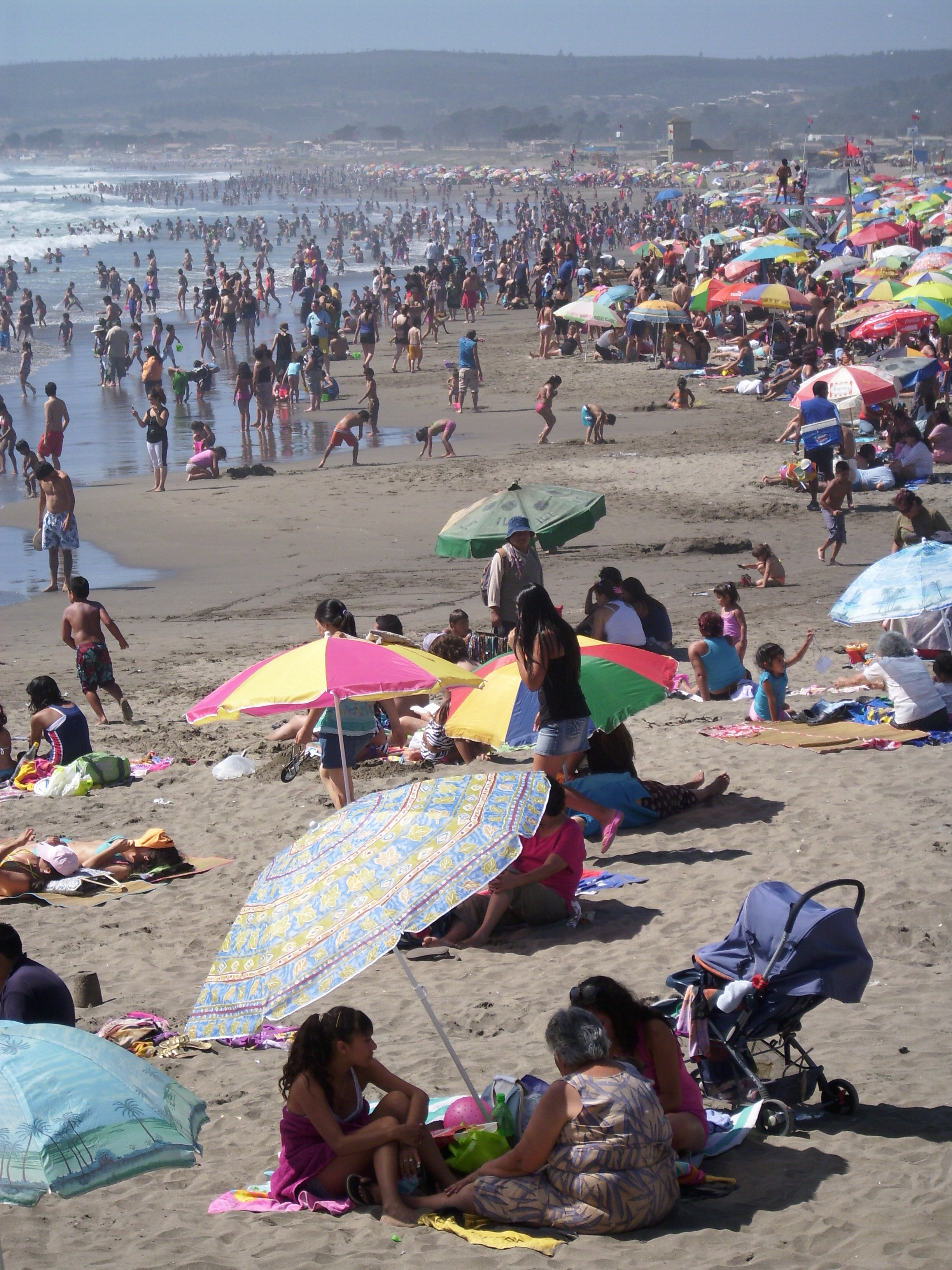

33°32′33″S 71°35′45″W / 33.54250°S 71.59583°W